# Нортброок (Охајо)
Нортброок (енгл. Northbrook) насељено је место без административног статуса у америчкој савезној држави Охајо.

## Демографија
По попису из 2010. године број становника је 10.668, што је 408 (-3,7%) становника мање него 2000. године.
| Група             | 2000.         | 2010.         |
| Белци             | 9.014 (81,4%) | 6.830 (64,0%) |
| Афроамериканци    | 1.568 (14,2%) | 2.974 (27,9%) |
| Азијати           | 107 (1,0%)    | 125 (1,2%)    |
| Хиспаноамериканци | 173 (1,6%)    | 377 (3,5%)    |
| Укупно            | 11.076        | 10.668        |